# Armando Cortesão
Armando de Freitas Zuzarte Cortesão GOC • GCSE • GCIH (São João do Campo, Coimbra, 30 de janeiro de 1891 — Santa Isabel, Lisboa, 29 de Novembro de 1977) foi um engenheiro agrónomo, administrador colonial e historiador português.

## Biografia
Nasceu a 30 de janeiro de 1891, na freguesia de São João do Campo, Coimbra, onde foi batizado a 25 de fevereiro de 1891, como filho de António Augusto Cortesão, médico, natural de São João do Campo, Coimbra, e de Norberta Cândida Zuzarte Cortesão, proprietária, natural do Porto.
Representou Portugal nos Jogos Olímpicos de 1912, nas provas de 400 e 800 metros de atletismo.
Diplomou-se em Agronomia na Escola Superior de Agronomia, de Lisboa, em 1913. 
Casou primeira vez em Lisboa, a 4 de fevereiro de 1914, com Maria Helena de Lima O'Connor Shirley, natural de Lisboa, filha de José Eduardo Shirley, natural de Lisboa, e de Elvira Amália de Lima O'Connor Shirley, natural do Funchal. O casal teve dois filhos, Nuno Manuel Cortesão, gerente comercial, e Eduardo Luís Cortesão, professor universitário de Psiquiatria.
Viveu em seguida nos Estados Unidos, estudando as Antilhas, tendo publicado em 1915 um relatório do resultado da sua pesquisa. De 1916 a 1920 dirigiu o Departamento de Agricultura de São Tomé e Príncipe, tendo, parte do tempo, colaborado na missão geodésica levada a cabo em São Tomé pelo almirante Gago Coutinho. Foi depois chefe da repartição de Agricultura do Ministério das Colónias até 1925 e responsável pela Agência Geral das Colónias desde essa altura até 1932, tendo-se então incompatibilizado com o governo de Salazar. Passou os vinte anos seguintes no exílio, sobretudo em Inglaterra e França.
Casou segunda vez em Lisboa, a 8 de dezembro de 1926, com Carlota Adelaide de Sousa Nunes, doméstica, natural de São João da Pesqueira, filha de José Amaro Nunes, agricultor, e de Maria do Carmo, proprietária, também naturais de São João da Pesqueira. O casal teve um filho, Armando José Cortesão, funcionário da TAP.
O seu primeiro artigo de História foi publicado em 1926, e a 19 de Abril de 1930 foi feito Grande-Oficial da Ordem Militar de Cristo, mas só se empenhou na historiografia a partir de meados da década de 1930, já no exílio, tendo percorrido as biblioteca dos países onde então viveu à procura de mapas portugueses dos séculos XV e XVI. De 1941 a 1944 operou baterias antiaéreas em Londres. Depois da Segunda Guerra Mundial foi para Paris trabalhar na Unesco, onde promoveu ativamente a história das ciências e das tecnologias bem como a compreensão destas como parte integrante do fenómeno cultural. Em 1947, foi delegado da Unesco ao V Congresso Internacional de História das Ciências, realizado em Lausanne, Suíça. 
Regressou a Portugal em 1952, tendo-se tornado professor de Estudos em Cartografia Antiga, em Coimbra. Casou terceira vez em Coimbra, a 26 de março de 1953, com Pamela Joan Radford (Dublin, Irlanda, 1908 - Liss, Hampshire, 1977), filha de Charles Radford, capelão do Exército britânico, proprietária de um café em Londres e condutora voluntária de ambulâncias no bairro de Chelsea, a quem agradeceu pela assistência prestada durante a elaboração da obra The Suma Oriental of Tomé Pires, e que adquiriu a nacionalidade portuguesa, tendo alterado também o nome para Pamela Cortesão.
Em 1960–1962 publicou, juntamente com o Comandante Teixeira da Mota, a Portugaliae Monumenta Cartographica, em seis volumes, tendo sido agraciado com a Grã-Cruz da Ordem do Infante D. Henrique a 19 de Julho de 1961.
Morreu a 29 de novembro de 1977, vítima de trombose cerebral, no Hospital dos Ingleses, freguesia de Santa Isabel, em Lisboa, onde se encontrava internado há mais de um mês na sequência de complicações vasculares. À data da sua morte, estava a escrever o terceiro volume da História da Cartografia Portuguesa. 
Apenas a 3 de Julho de 1987 foi agraciado com a Grã-Cruz da Ordem Militar de Sant'Iago da Espada, a título póstumo.
Encontra-se colaboração da sua autoria na Gazeta das colónias. (1924-1926)
Recebeu o Doutoramento Honoris Causa da Universidade de Coimbra em 1961.

## Obras publicadas
- Cartografia e cartógrafos portugueses dos séculos XV e XVI, Seara Nova, 1935
- The Suma Oriental of Tomé Pires: an account of the east, from the Red Sea to Japan, written in Malacca and India in 1512–1515/The Book of Francisco Rodrigues  rutter of a voyage in the Red Sea, nautical rules, almanack and maps, written and drawn in the east before 1515, The Hakluyt Society, 1944
- Portugaliæ Monumenta Cartographica (em co-autoria com o Comandante Teixeira da Mota), Comissão para as Comemorações do V Centenário da Morte do infante D. Henrique, 1960–1962
- O mistério de Vasco da Gama, Junta de Investigações do Ultramar, 1973.
- História da cartografia portuguesa (em co-autoria com Luís de Albuquerque), Junta de Investigações do Ultramar, 1969–1970
- Esparsos (3 vols.), Universidade de Coimbra, 1974–1975.